# Diamante Graff Lesedi La Rona
Lesedi La Rona ("Nuestra Luz" en la lengua setsuana), anteriormente conocido en los medios como Karowe AK6 o como Quad 1 por el personal de la mina, es el quinto mayor diamante en bruto jamás encontrado y el tercero más grande de calidad gema. Se encontró en la mina de Karowe, (anteriormente llamada AK6), en Botsuana, el 16 de noviembre de 2015.
El joyero británico Graff compró el diamante en bruto por 53 millones de dólares en 2017. Para abril de 2019, lo había tallado en un solo diamante grande de corte esmeralda, el Graff Lesedi La Rona, con un peso de 302,37 quilates (60,5 g) y en otras 66 piedras más pequeñas.

## Descripción
El Lesedi La Rona es un diamante incoloro/blanco.Del tipo IIa.
Pesa 1111 quilates (222,2 g) y mide 65×56×40 mm. En comparación, el Cullinan, descubierto en 1905 en Sudáfrica, pesaba 3106,75 quilates (621,4 g).
Esta piedra se extrajo con máquinas XRT de Recuperación de Diamantes de Gran Tamaño (LDR), y es el diamante más grande recuperado mediante máquinas de clasificación automatizadas. Se estima que tiene más de 2.500 millones de años.
Se encontró el 16 de noviembre de 2015, en el lóbulo sur de la mina de Karowe, a unos 200 m (656,2 pies) bajo la superficie, y el hallazgo se anunció el 18 de noviembre.
Un día después del descubrimiento, se encontraron dos diamantes más con un peso de 813 y 374 quilates (162,6 y 74,8 g) en la mina.
Desde la apertura 18 meses antes de la chimenea volcánica denominada AK6, se han extraído más de 1 000 000 quilates (200 kg) de diamantes.
La piedra era demasiado grande para los escáneres de la empresa.

## Nombre
El diamante recibió inicialmente un nombre genérico en honor a la mina (Karowe) y a la chimenea volcánica (AK6) donde se encontró. El 18 de enero de 2016, William Lamb, director ejecutivo de Lucara Diamond, anunció un concurso, abierto a todos los ciudadanos de Botsuana, para bautizar la piedra. Además de bautizar el diamante, el ganador recibiría 25.000 pulas (unos 2170 dólares).
El 9 de febrero de 2016, Lucara Diamond anunció que la piedra se había bautizado como Lesedi La Rona, que significa "Nuestra Luz" en la lengua setsuana. El ganador del concurso, quien bautizó el diamante, fue Thembani Moitlhobogi, de Mmadikola.
Afirmó que la razón del nombre era que «el diamante es orgullo, luz y esperanza para Botsuana». Durante el concurso, Lucara Diamond Corporation recibió 11.000 correos electrónicos y 1.000 mensajes con sugerencias de nombres.

## Historia

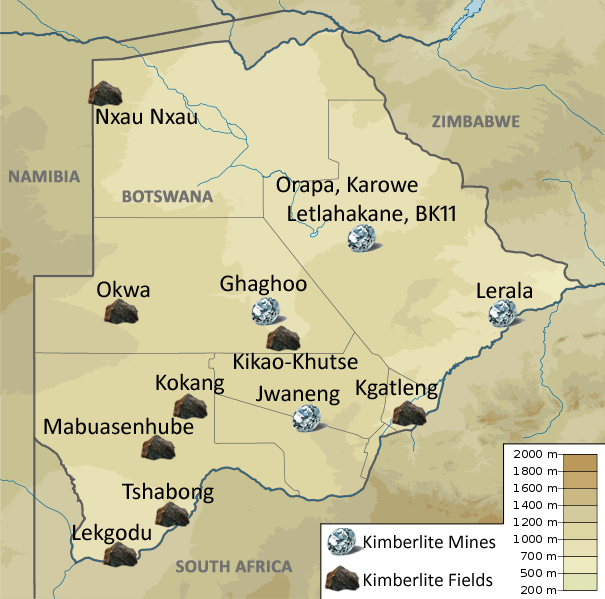
Minas de diamantes y campos de kimberlita en Botsuana

El diamante se encontró en el lóbulo sur de la mina de Karowe, explotada por la compañía canadiense Lucara Diamond, a unos 500 km (310,7 mi) al norte de Gaborone, en Botsuana. La mina se encuentra en la región de Letlhakane, donde otros tres yacimientos productores de diamantes de kimberlita son explotados mediante las minas llamadas Orapa, Letlhakane y Damtshaa, operadas por la Debswana Diamond Company Ltd. El primer diamante de la mina se recuperó en 2012. Botsuana, Sudáfrica y Namibia son los tres principales productores mundiales de diamantes extraídos de minas.
Meses después de su descubrimiento, el diamante se exhibió en una gira mundial en Singapur, Hong Kong, Nueva York y Amberes, un importante centro del comercio mundial de diamantes.

### Valor, primera subasta y venta
El valor exacto de la piedra no se puede determinar hasta que se decida cuál será su valor una vez cortada, y se conozcan más detalles sobre su color. El exgeólogo especializado en minería de diamantes Phil Swinfen estimó, basándose en otras ventas similares, que la piedra podría venderse entre 40 y 60 millones de dólares. El proceso de venta y tallado del diamante probablemente tardará años en completarse. En mayo de 2016, Sotheby's de Londres anunció que el diamante Lesedi La Rona se ofrecería en una subasta independiente el 29 de junio de 2016. Se esperaba que se vendiera por unos 70 millones de dólares. Tras un examen más detallado, el diamante se presentó en la subasta con un peso de (1109 quilates (221,8 g). La puja más alta por el diamante fue de 61 millones de dólares. Sin embargo, esta puja no alcanzó el precio de reserva no revelado, y la piedra no se vendió. La puja se abrió en 50 millones de dólares y la subasta duró menos de 15 minutos.
En junio de 2016, el Lesedi La Rona se aseguró por 120 millones de dólares. Se vendió en septiembre de 2017 por 53 millones de dólares al joyero británico Graff Diamonds.

### Talla
El 10 de abril de 2019, el joyero Graff presentó las piedras talladas del Lesedi La Rona. Estaban divididas en un diamante grande y 66 diamantes más pequeños. Debido al tamaño de la piedra en bruto, Graff tuvo que fabricar a medida un nuevo escáner con un nuevo software de imágenes para analizarla durante el tallado. La piedra principal, llamada "Graff Lesedi La Rona", es el diamante de corte esmeralda más grande del mundo. Es una piedra de color D (totalmente incolora) de alta claridad, con un peso de 302,37 quilates (60,5 g). Según Graff, es el diamante más grande, de mayor claridad y color más límpido jamás clasificado por el GIA (Gemological Institute of America)". Las otras 66 piedras talladas del Lesedi La Rona original varían en tamaño desde 26 quilates (5,2 g) hasta menos de 1 quilate (0,2 g). Cada piedra lleva la inscripción "Graff, Lesedi La Rona" y un número GIA específico.

## Tecnología
El diamante se halló mediante una máquina de recuperación de diamantes de gran tamaño (LDR) TOMRA que utiliza sensores de transmisión de rayos X. En mayo de 2015, la mina de diamantes de Karowe reemplazó su tecnología de separación por medios densos (DMS) por seis clasificadores TOMRA XRT para clasificar material en el rango de grano comprendido entre los 60 y los 8 mm. El sensor de rayos X se seleccionó tras una serie de pruebas. Cada clasificador puede revisar hasta 150 toneladas de material por hora. Posteriormente, el concentrado se procesa directamente para su clasificación manual. La mina de diamantes de Karowe es la primera que utiliza este clasificador de diamantes automatizado.